# Кохання у великому місті (фільм, 2006)
«Кохання у великому місті» — кінофільм режисера Еміля Скопіва, що вийшов на екрани в 2006 році.

## Зміст
Максі Норман — редактор у великому виданні. Вона незалежна і вважає, що у неї немає часу будувати стосунки. Однак дитини героїні все ж не вистачає і тоді вона вирішує завагітніти від якогось пристойного чоловіка з позитивним генетичним потенціалом.
Її вибір зупиняється на письменнику Джейку. Свою частину роботи зі створення нового життя він повинен здійснити в обмін на публікацію його оповідань в очолюваному Максі журналі. Це його шанс на успіх, але й ціна за сходження дещо незвична і не зовсім збігається із життєвими засадами хлопця.

## Ролі
| Актор           | Роль         |
| --------------- | ------------ |
| Трейсі Лордс    | -            |
| Пол Йоханссон   | -            |
| Шерілін Фенн    | -            |
| Маріетт Гартлі  | Марті МакКол |
| Жаклін Піньоль  | -            |
| Микайла Баумель | -            |
| Піа Артесона    | -            |
| Камалл Шайх     | -            |
| Томас Кім       | -            |
| Емілі Скопів    | -            |

## Знімальна група
- Режисер — Емілі Скопів
- Сценарист — Емілі Скопів
- Продюсер — Todd Normane, Джон Шерер, Марк Скопів
- Композитор — Ерік Колвін